# شیم سو بونگ
شیم مین کیونگ (کره‌ای: 심민경؛ زادهٔ ۱۱ ژوئیه ۱۹۵۵) که به‌طور حرفه‌ای با نام شیم سو بونگ (کره‌ای: 심수봉) شناخته می‌شود، خواننده و ترانه‌پرداز اهل کره جنوبی است. او در سال ۱۹۷۹، از طریق مسابقات آهنگ کالج ام‌بی‌سی فعالیت خود را آغاز کرد.